# Bergern im Dunkelsteinerwald
Bergern im Dunkelsteinerwald ist eine Gemeinde mit 1309 Einwohnern (Stand 1. Jänner 2025) im Bezirk Krems-Land in Niederösterreich.

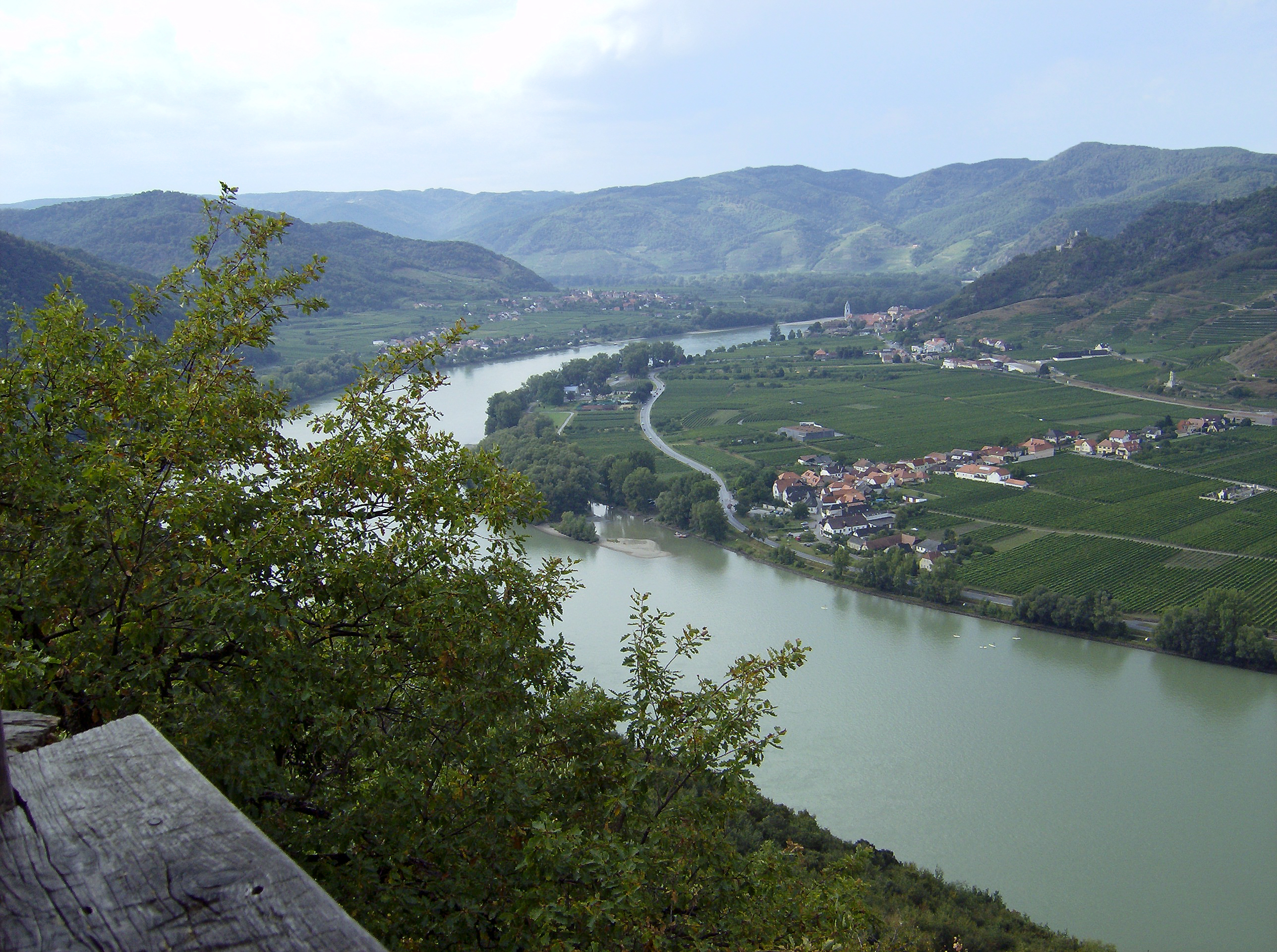
Blick von der Ferdinandswarte Richtung Dürnstein.

## Geografie
Die Gemeinde liegt im Dunkelsteinerwald im niederösterreichischen Mostviertel, gehört aber auch zur Wachau und geologisch gesehen zum Waldviertel. Die Fläche der Gemeinde umfasst 36,53 Quadratkilometer. 68,42 Prozent der Fläche sind bewaldet.

### Gemeindegliederung
Das Gemeindegebiet umfasst folgende 10 Ortschaften (in Klammern Einwohnerzahl Stand 1. Jänner 2025):
- Geyersberg (20)
- Maria Langegg (33)
- Nesselstauden (65)
- Oberbergern (325)
- Paltmühl (18)
- Plaimberg (9)
- Scheiblwies (55)
- Schenkenbrunn (148) samt Kreuzberg
- Unterbergern (548) samt Donauleiten
- Wolfenreith (88)

Die Gemeinde besteht aus den Katastralgemeinden Geyersberg, Maria Langegg, Nesselstauden, Oberbergern, Scheiblwies, Schenkenbrunn, Unterbergern und Wolfenreith.

### Nachbargemeinden
|                            |                          | Mautern               |
| Rossatz-Arnsdorf           | Kompass                  | Paudorf               |
| Schönbühel-Aggsbach (Melk) | Dunkelsteinerwald (Melk) | Wölbling (St. Pölten) |

## Geschichte
Die Großgemeinde Bergern entstand erst 1968 durch freiwilligen Zusammenschluss der Gemeinden Unterbergern, Oberbergern, Schenkenbrunn (mit den Orten Schenkenbrunn, Wolfenreith und der Rotte Paltmühl) und Geyersberg (mit den Orten Geyersberg, Nesselstauden, Scheiblwies, Maria Langegg und der Rotte Plaimberg).

### Einwohnerentwicklung
| Bergern im Dunkelsteinerwald: Einwohnerzahlen von 1869 bis 2025 | Bergern im Dunkelsteinerwald: Einwohnerzahlen von 1869 bis 2025 | Bergern im Dunkelsteinerwald: Einwohnerzahlen von 1869 bis 2025 | Bergern im Dunkelsteinerwald: Einwohnerzahlen von 1869 bis 2025 | Bergern im Dunkelsteinerwald: Einwohnerzahlen von 1869 bis 2025 |
| --------------------------------------------------------------- | --------------------------------------------------------------- | --------------------------------------------------------------- | --------------------------------------------------------------- | --------------------------------------------------------------- |
| Jahr                                                            |                                                                 |                                                                 |                                                                 | Einwohner                                                       |
| 1869                                                            | 1869                                                            |                                                                 | 1.400                                                           | 1.400                                                           |
| 1880                                                            | 1880                                                            |                                                                 | 1.500                                                           | 1.500                                                           |
| 1890                                                            | 1890                                                            |                                                                 | 1.472                                                           | 1.472                                                           |
| 1900                                                            | 1900                                                            |                                                                 | 1.416                                                           | 1.416                                                           |
| 1910                                                            | 1910                                                            |                                                                 | 1.261                                                           | 1.261                                                           |
| 1923                                                            | 1923                                                            |                                                                 | 1.247                                                           | 1.247                                                           |
| 1934                                                            | 1934                                                            |                                                                 | 1.239                                                           | 1.239                                                           |
| 1939                                                            | 1939                                                            |                                                                 | 1.438                                                           | 1.438                                                           |
| 1951                                                            | 1951                                                            |                                                                 | 1.228                                                           | 1.228                                                           |
| 1961                                                            | 1961                                                            |                                                                 | 1.197                                                           | 1.197                                                           |
| 1971                                                            | 1971                                                            |                                                                 | 1.222                                                           | 1.222                                                           |
| 1981                                                            | 1981                                                            |                                                                 | 1.222                                                           | 1.222                                                           |
| 1991                                                            | 1991                                                            |                                                                 | 1.240                                                           | 1.240                                                           |
| 2001                                                            | 2001                                                            |                                                                 | 1.268                                                           | 1.268                                                           |
| 2011                                                            | 2011                                                            |                                                                 | 1.252                                                           | 1.252                                                           |
| 2021                                                            | 2021                                                            |                                                                 | 1.329                                                           | 1.329                                                           |
| 2025                                                            | 2025                                                            |                                                                 | 1.309                                                           | 1.309                                                           |
| Quelle(n): Statistik Austria, Gebietsstand 1.1.2021             |                                                                 |                                                                 |                                                                 |                                                                 |

## Kultur und Sehenswürdigkeiten
- Katholische Pfarrkirche Unterbergern hl. Johannes Nepomuk
- Pfarr und Wallfahrtskirche Mariae Geburt in Maria Langegg
- Ferdinand-Warte

## Wirtschaft und Infrastruktur
Von den rund 130 Arbeitsplätzen in Bergern entfiel 2011 ein Drittel auf die Landwirtschaft. Etwa 45 Prozent arbeiteten im Dienstleistungssektor, 30 Erwerbstätige arbeiteten im Produktionssektor. In der Gemeinde wohnten 630 Erwerbstätige. Davon arbeiteten 100 in der Gemeinde, 85 Prozent pendelten aus. Von den umliegenden Gemeinden kamen etwa 30 Menschen zur Arbeit nach Bergern.

## Politik

### Gemeinderat
Im Gemeinderat gibt es bei insgesamt 19 Sitzen nach der Gemeinderatswahl vom 26. Jänner 2025 folgende Mandatsverteilung:
- ÖVP: 15 Mandate
- SPÖ: 02 Mandate
- FPÖ: 02 Mandate

### Bürgermeister
Bürgermeister der Gemeinde ist seit 2010 Roman Janacek, Amtsleiterin Anita Pailnsteiner.

### Wappen
Das Wappen zeigt im Schild eine mit einem grünen Nadelbaum belegte, aufwärtszeigende, geschweifte, goldene Spitze, die vorne von einer in einem roten Feld befindlichen goldenen Weinranke mit ebensolcher Traube und hinten von einer in einem blauen Feld befindlichen goldenen Ähre begleitet wird. Die Gemeindefahne hat die Farben rot, gold und blau.

## Persönlichkeiten

### Ehrenbürger
- 2022: Columban Luser (Abt), Manfred Schmid (Gemeinderat)[9]

### Personen mit Bezug zur Gemeinde
- Hans Haselböck (1928–2021), Organist und Komponist

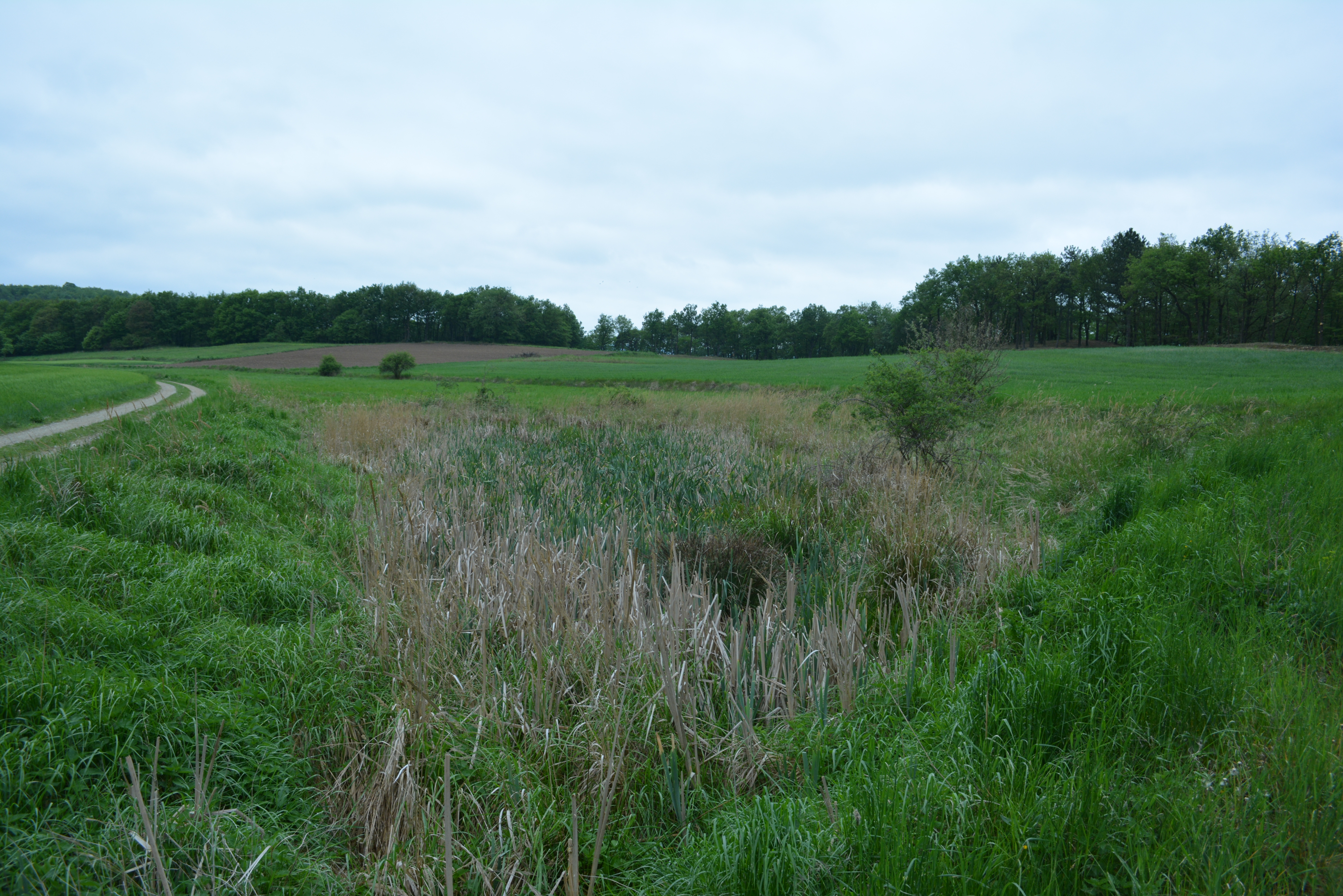
Biotop in der Nähe der Ferdinandwarte.

- Gerhard Hradetzky (* 1944), Orgelbauer

## Sonstiges
- Teile des Gemeindegebiets liegen im Weltkulturerbe Kulturlandschaft Wachau (Weinbau in Unterbergern), und den Europaschutzgebieten Wachau respektive Wachau–Jauerling (Vogelschutz), und die Gemeinde gänzlich im Landschaftsschutzgebiet Wachau und Umgebung.
- In Geyersberg gibt es einen neo-druidischen Steinkreis, der vom ortsansässigen Lehrer und Schriftsteller Wilhelm Cerveny zu Beginn der 80er-Jahre errichtet wurde.[10]
- Am 27. August 2017 musste ein US-Militärhubschrauber vom Typ Black Hawk im Gemeindegebiet von Bergern notlanden, nachdem dieser bei der Berührung mit mehreren Baumwipfeln beschädigt wurde.[11][12]